# سیارک ۱۶۹۸۳۴
سیارک ۱۶۹۸۳۴ (به انگلیسی: 169834 Hujie، نامگذاری:2002QX95)۱۶۹۸۳۴مین سیارک کشف شده‌است که در ۲۸ اوت ۲۰۰۲ کشف شد.